# Carles Puigdemont
Carles Puigdemont i Casamajó (pron. catalana: [ˈkarɫəs ˌpudʒðəˈmon i kazəməˈʒo] · ; Amer, 29 dicembre 1962) è un politico e giornalista spagnolo, presidente della Generalitat de Catalunya dal 12 gennaio 2016 al 28 ottobre 2017, giorno del commissariamento regionale.
Eletto Presidente della Generalitat de Catalunya nel 2016, dopo un'esperienza da sindaco di Gerona (2011-2016) e una lunga carriera giornalistica, è membro del Partito Democratico Europeo Catalano e dunque fermo sostenitore dell'indipendenza catalana. In seguito al referendum sull'indipendenza del 1º ottobre 2017, il 27 ottobre dello stesso anno dichiara l'indipendenza della Catalogna dalla Spagna; ciò determina l'immediata applicazione, da parte del Primo ministro spagnolo Mariano Rajoy, dell'articolo 155 della Costituzione, in base al quale la Catalogna viene commissariata e Puigdemont destituito con tutto il suo governo. Denunciato per ribellione, sedizione e appropriazione indebita di denaro, per sottrarsi all'arresto Puigdemont si rifugia in Belgio insieme ad altri quattro ex consiglieri. In seguito alla vittoria nelle elezioni regionali del 2017, il neo-presidente del Parlamento catalano Roger Torrent (ERC) annuncia l'intenzione di voler nuovamente Puigdemont nel ruolo di Presidente della Generalitat, cosa però impossibile data l'assenza dello stesso dalla Catalogna (e al suo posto viene eletto Quim Torra). Dal 25 marzo al 6 aprile 2018 si è trovato in stato d'arresto in Germania presso il penitenziario di Neumünster. Alle elezioni europee del 26 maggio 2019 viene invece eletto europarlamentare: tuttavia, non essendo rientrato in Spagna per giurare, il suo mandato viene riconosciuto dal Parlamento europeo solo in seguito a una sentenza della Corte di giustizia dell'Unione europea nel dicembre 2019.
È considerato dagli indipendentisti il presidente dell'autoproclamata "Repubblica Catalana", la quale però non dispone di istituzioni o di qualche effettività, né gode di alcun riconoscimento giuridico o diplomatico.

## Biografia

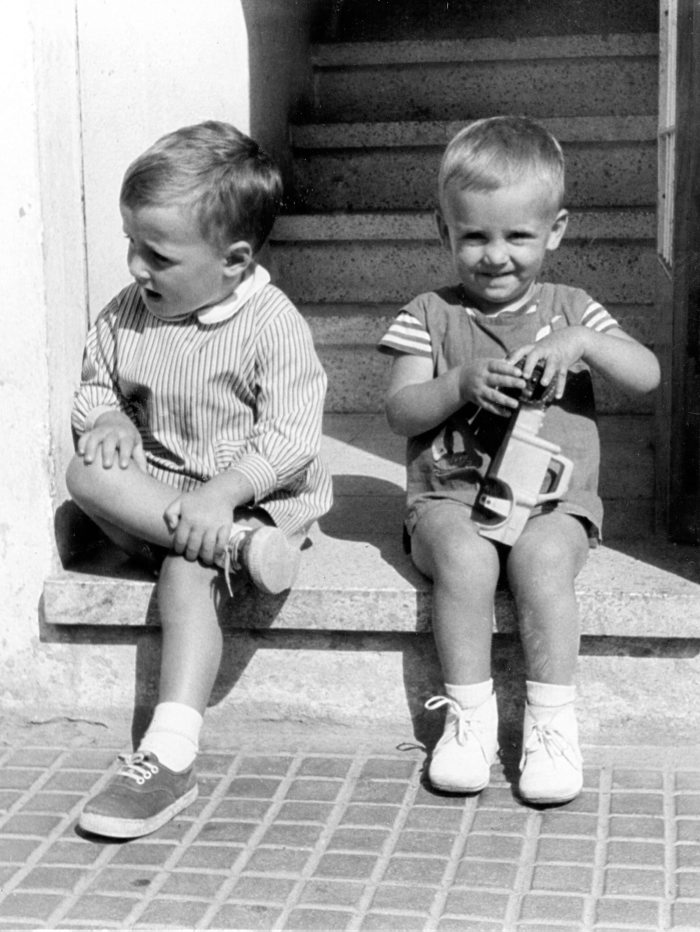
Puigdemont, a destra, da bambino insieme a uno dei suoi fratelli

Carles Puigdemont è nato il 29 dicembre 1962 ad Amer da Xavier Puigdemont i Oliveras e Núria Casamajó i Ruiz, pasticcieri, secondo di otto fratelli. Il nome gli venne dato in onore di suo nonno, Carles Casamajó, combattente della guerra civile spagnola scomparso, e mai ritrovato, nel 1943 dopo l'esilio in Francia. Suo bisnonno e suo zio furono entrambi sindaci di Amer.
Da giovane lavorò nella pasticceria di famiglia e suonò il basso in un gruppo pop rock locale, manifestando però presto una passione per il giornalismo: a sedici anni, mentre studiava presso il collegio monastico di Gerona, era già reporter per il giornale Diari de Girona, occupandosi prevalentemente di cronaca sportiva, mentre pochi anni dopo fondò il giornale Espelt. In seguito iniziò a studiare filologia catalana all'Università di Girona, ma non si laureò per dedicarsi alla carriera giornalistica.
La notte tra il 24 e il 25 gennaio 1983 fu vittima di un grave incidente automobilistico quando, sulla strada di ritorno da Girona ad Amer, la sua SEAT Marbella andò violentemente a sbattere contro un camion: lo scontro gli lasciò diverse cicatrici in volto tutt'oggi visibili.

## Carriera giornalistica
Iniziò la carriera giornalistica come corrispondente di Amer per il Diari de Los Sitos. Nel 1982 venne assunto dal quotidiano El Punt, collegato al partito politico Convergenza e Unione, come correttore di bozze, dove divenne, in seguito, capo redattore.
In quegli anni cominciò a seguire corsi sul giornalismo elettronico e sull'utilizzo delle nascenti reti sociali, specializzandosi successivamente in ambito tecnologico. Promosse, inoltre, vari progetti di comunicazione su Internet per la provincia di Girona.
Nel 1993 intraprese una serie di viaggi per gli Stati dell'Unione europea al fine di raccogliere vari pareri da parte della stampa internazionale sulla Catalogna dal punto di vista storico, dalla rivolta di Prats de Molló (1926) ai Giochi della XXV Olimpiade (1992): il risultato fu, l'anno dopo, il libro Cata... que? Catalunya vista per la Premsa internazionale ("Cata... cosa? La Catalogna vista dalla stampa estera"), pubblicato in associazione col settimanale Presència, nel quale vengono affrontati molti temi della storia catalana come la figura di Josep Tarradellas, l'indipendentismo, l'uso della lingua e le relazioni con la Spagna.
Fu, dal 1999 al 2002, direttore dell'Agencia Catalana de Notícies. Nel 2004 fondò il mensile in inglese Catalonia Today, del quale fu direttore generale fino al 2016, quando lasciò l'incarico alla moglie. È attualmente membro dell'Associazione dei giornalisti catalani e ha pubblicato diversi saggi sulla comunicazione e le nuove tecnologie.

## Carriera politica

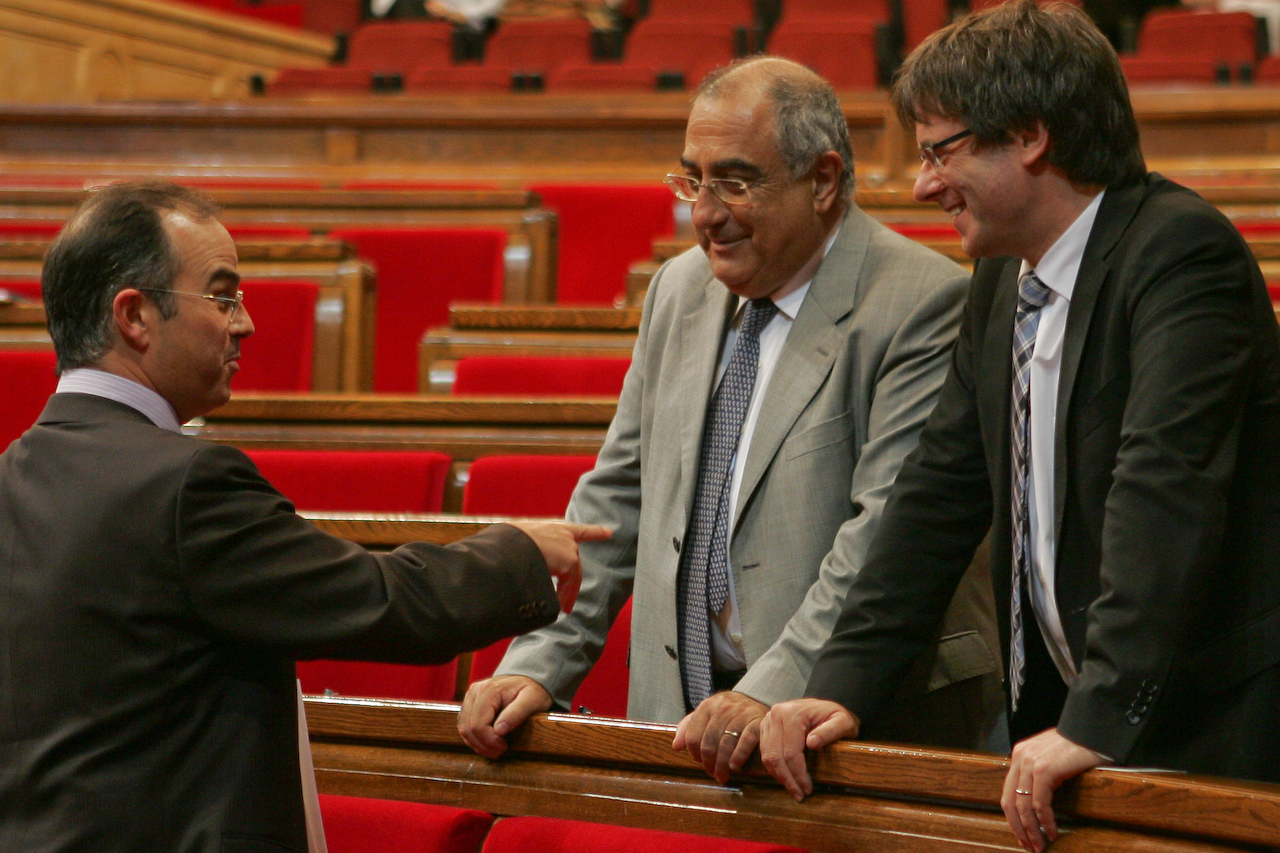
Puigdemont (a destra) con Jordi Turull e Joaquim Nadal nel Parlamento Catalano

### Inizi
Fin da giovanissimo strenuo sostenitore della causa indipendentista, Puigdemont fu un membro fondatore della sezione di Girona della Joventut Nacionalista de Catalunya ("Gioventù nazionalista di Catalogna"); nel 1983 si iscrisse al partito Convergenza Democratica di Catalogna, nel quale resterà fino al suo scioglimento nel 2016.
Nel 1992, in occasione delle Olimpiadi di Barcellona, fece parte di un'organizzazione di nazionalisti catalani vista come parte della cosiddetta "Operation Garzón", pur non condividendone alcuni aspetti. Tra il 2002 e il 2004 fu il direttore della Casa della Cultura di Girona. Nel 2006, infine, fu eletto deputato del Parlamento della Catalogna, impegnandosi così a tempo pieno nella politica.

### Sindaco di Girona

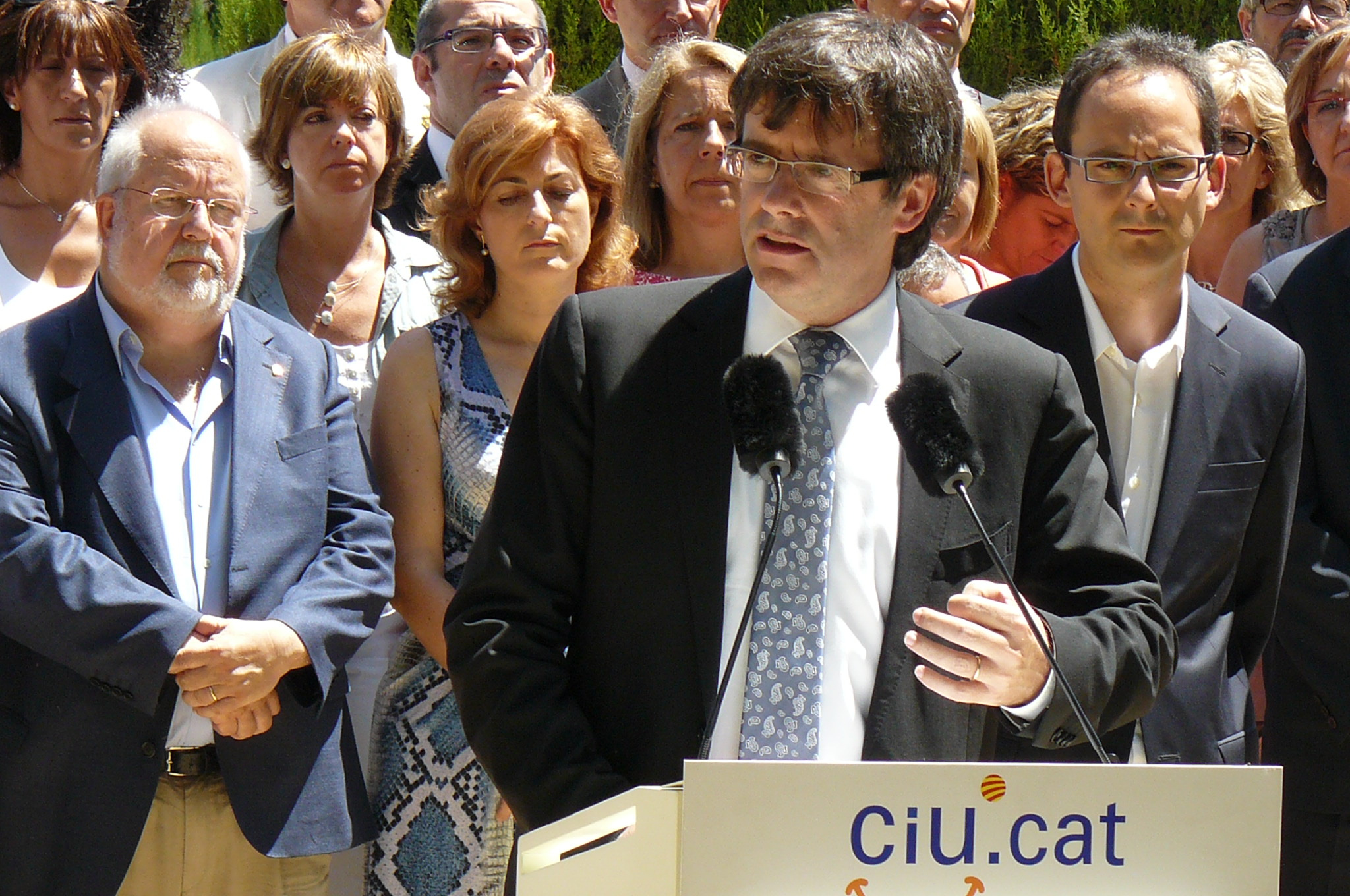
Puigdemont nel 2012

Nel 2007, Puigdemont si presentò alle elezioni comunali a Gerona come rappresentante della coalizione Convergenza e Unione, sostituendo il precedente candidato Carles Mascort (ritiratosi dopo alcune minacce di morte), ma perse e rimase all'opposizione. Tuttavia, alle successive elezioni comunali, il 1º luglio 2011, riuscì a rompere l'egemonia del Partito dei Socialisti di Catalogna, che durava da trentadue anni, e a essere eletto sindaco (alcalde in spagnolo e in catalano) della città. Durante il suo mandato, però, non ebbe la maggioranza assoluta (31.53%), e dovette stipulare accordi con le altre fazioni politiche. Tra le proposte del suo programma politico vi erano forti investimenti nel settore turistico, la promozione del Temps des Flors e l'apertura della città come ambientazione di alcune scene della serie TV Il Trono di Spade.
Appena due settimane dopo, il 15 luglio, dopo una conferenza dell'assessore alla Sanità, fu aggredito da un gruppo di manifestanti contrari ai tagli effettuati in quel settore.
Nel 2012 venne denunciato dallo Stato per uso improprio di denaro pubblico per aver comprato dei treni speciali della Renfe Operadora in occasione della manifestazione per l'indipendenza catalana tenutasi nel settembre di quell'anno.
Nel maggio 2015 venne rieletto sindaco. A luglio subentrò a Josep Maria Vila d'Abadal come presidente dell'Associació de Municipis per la Independència ("Associazione dei comuni per l'indipendenza"). Il 27 settembre fu nuovamente eletto deputato al Parlamento catalano nella lista indipendentista Junts pel Sí ("Insieme per il Sì"), arrivando terzo (dopo Lluís Llach e Anna Caula). A novembre venne indagato dall'Audiència Nacional per il suo sostegno alla dichiarazione di inizio del processo di indipendenza catalana, conseguenza del processo partecipativo di qualche mese prima.

### Presidente della Generalitat de Catalunya

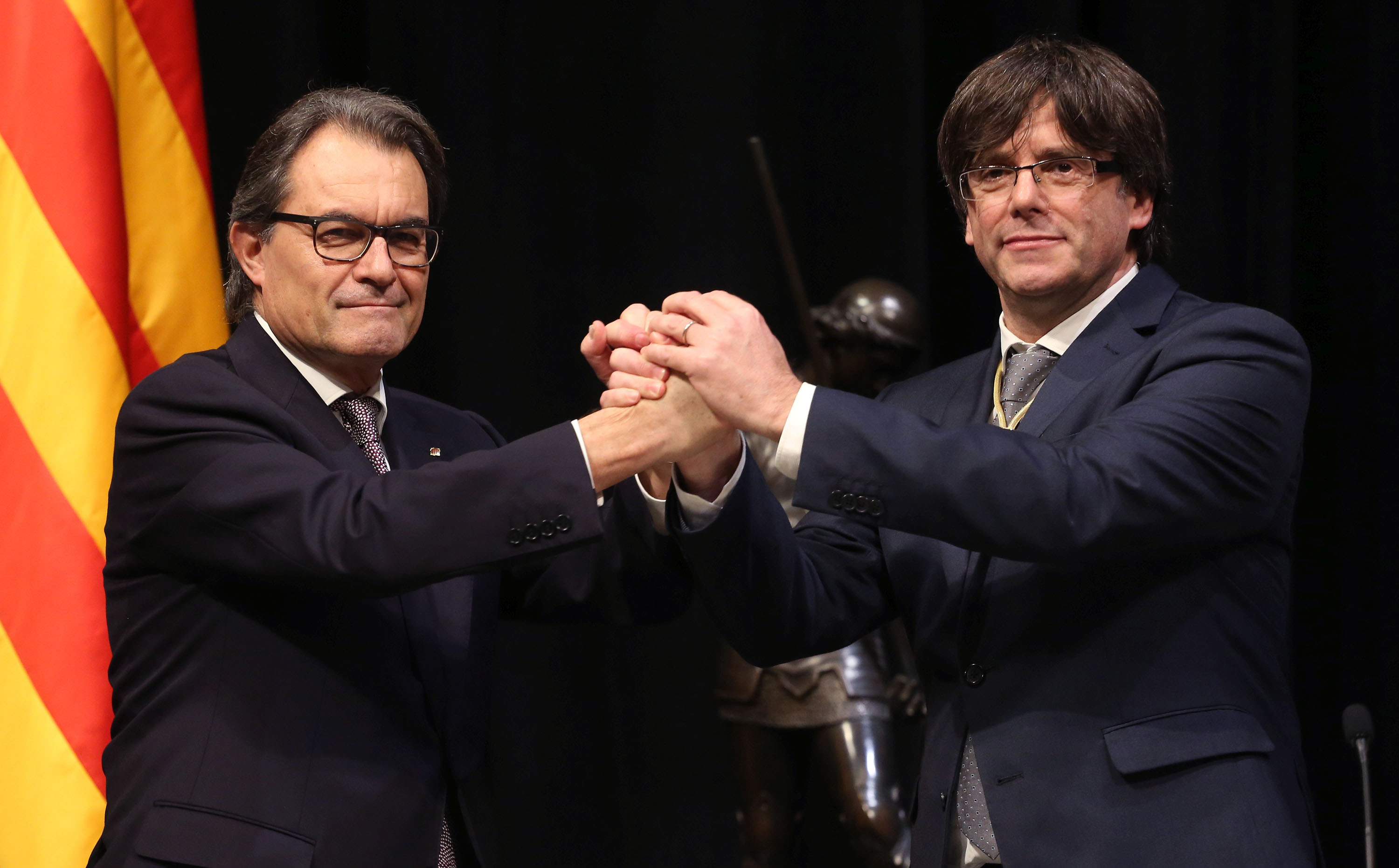
Artur Mas e Carles Puigdemont il 12 gennaio 2016, giorno dell'insediamento presidenziale

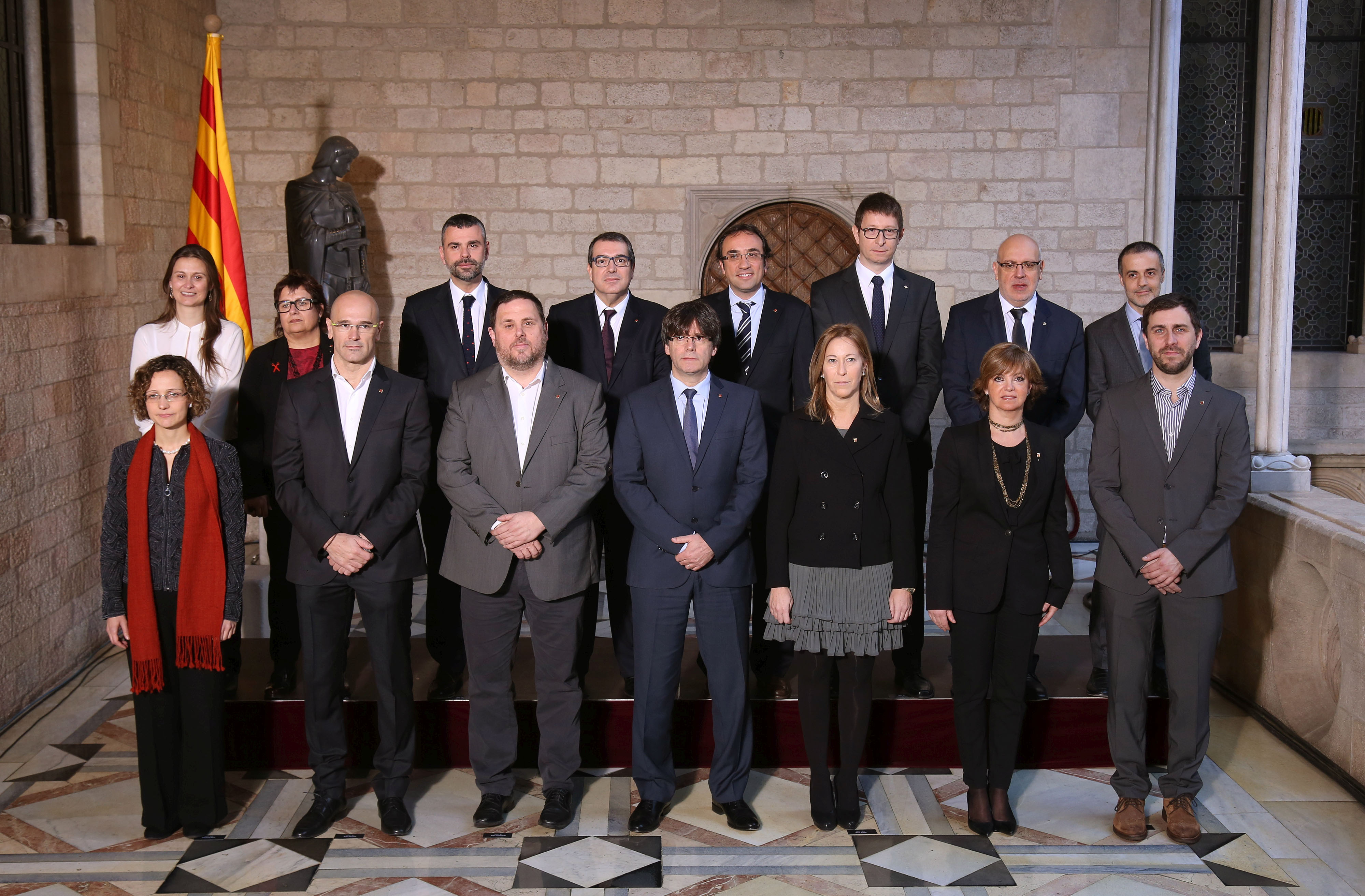
Governo Puigdemont

Il 9 gennaio 2016, a causa di una grave crisi del governo di Artur Mas, vengono indette nuove consultazioni, con due giorni di tempo per trovare un nuovo Presidente; nel caso non si fosse trovato un candidato capace di mettere d'accordo il JxSí e il CUP, si sarebbe andati a elezioni anticipate. Il nome proposto è quello di Carles Puigdemont, che il giorno dopo viene eletto Presidente della Generalitat de Catalunya con 70 voti a favore, 63 contrari e due astenuti. L'elezione di un indipendentista dichiarato, favorevole alla secessione ma contrario alla convocazione di un referendum unilaterale sulla questione, riaccende il dibattito sulle secolari aspirazioni indipendentistiche della Catalogna dalla Spagna.
Puigdemont si insedia come Presidente il 12 gennaio, destando scalpore giurando fedeltà solo al "popolo catalano" e non al Re Felipe VI e alla Costituzione spagnola. Il giorno seguente annuncia la composizione del suo Governo e la nomina di Oriol Junqueras (leader di ERC) come suo vice.
La nuova legislatura affronta inizialmente diversi problemi a causa del dissesto delle finanze pubbliche, tanto che nel giugno 2016 la CUP rifiuta di approvare il bilancio dello Stato; in risposta, Puigdemont annuncia un voto di fiducia per fine settembre. L'8 luglio partecipa all'ultimo congresso del CDC, che viene sciolto per fondare, due giorni dopo, il nuovo Partito Democratico Europeo Catalano, con l'obiettivo di rendere la Catalogna uno Stato indipendente membro dell'Unione europea.
Il 29 settembre, nel discorso tenuto in occasione del voto di fiducia annunciato a giugno, Puigdemont annuncia l'intenzione di convocare un referendum popolare per l'indipendenza catalana entro il settembre 2017, indipendentemente dal parere del Governo spagnolo e in contrasto con quanto da lui stesso precedentemente sostenuto. Grazie a questo annuncio, il Presidente riacquista la fiducia della CUP (ma perde il sostegno del CSQP, dubbioso sulla possibilità economica dell'iniziativa), venendo confermato in carica con 72 voti su 135.

### Referendum per l'indipendenza catalana

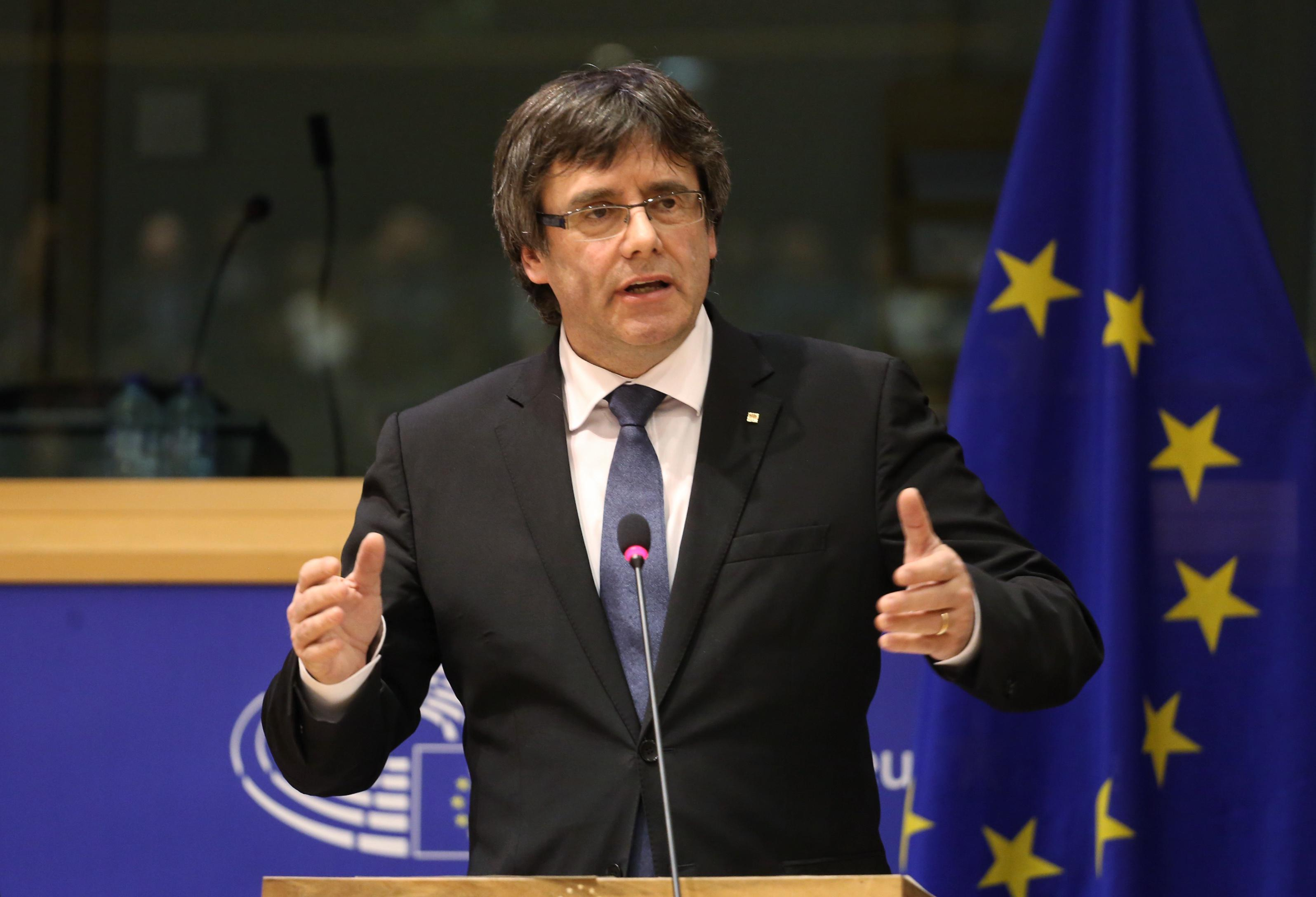
24 gennaio: Puigdemont parla al Parlamento europeo

#### Preparativi
Nel dicembre 2016, Puigdemont convoca il Pacte Nacional pel Referèndum per cominciare ufficialmente i preparativi per il referendum indipendentista. In seguito, insieme al suo vice Junqueras e al consigliere per gli affari esteri Raül Romevae, comincia quindi la campagna elettorale per presentare il referendum e pubblicizzarlo anche al di fuori della Catalogna. In particolare, il 24 gennaio 2017, tiene un discorso in catalano davanti al Parlamento europeo nel quale comunica i motivi e le ragioni per le quali la Catalogna vuole essere riconosciuta come Stato indipendente e sostiene l'intenzione catalana di voler far parte dell'Unione Europea. In conclusione, annuncia che entro la fine dell'anno «la Catalogna deciderà liberamente del proprio futuro tramite un referendum legittimo, legale, con tutte le garanzie democratiche, efficace e vincolante».

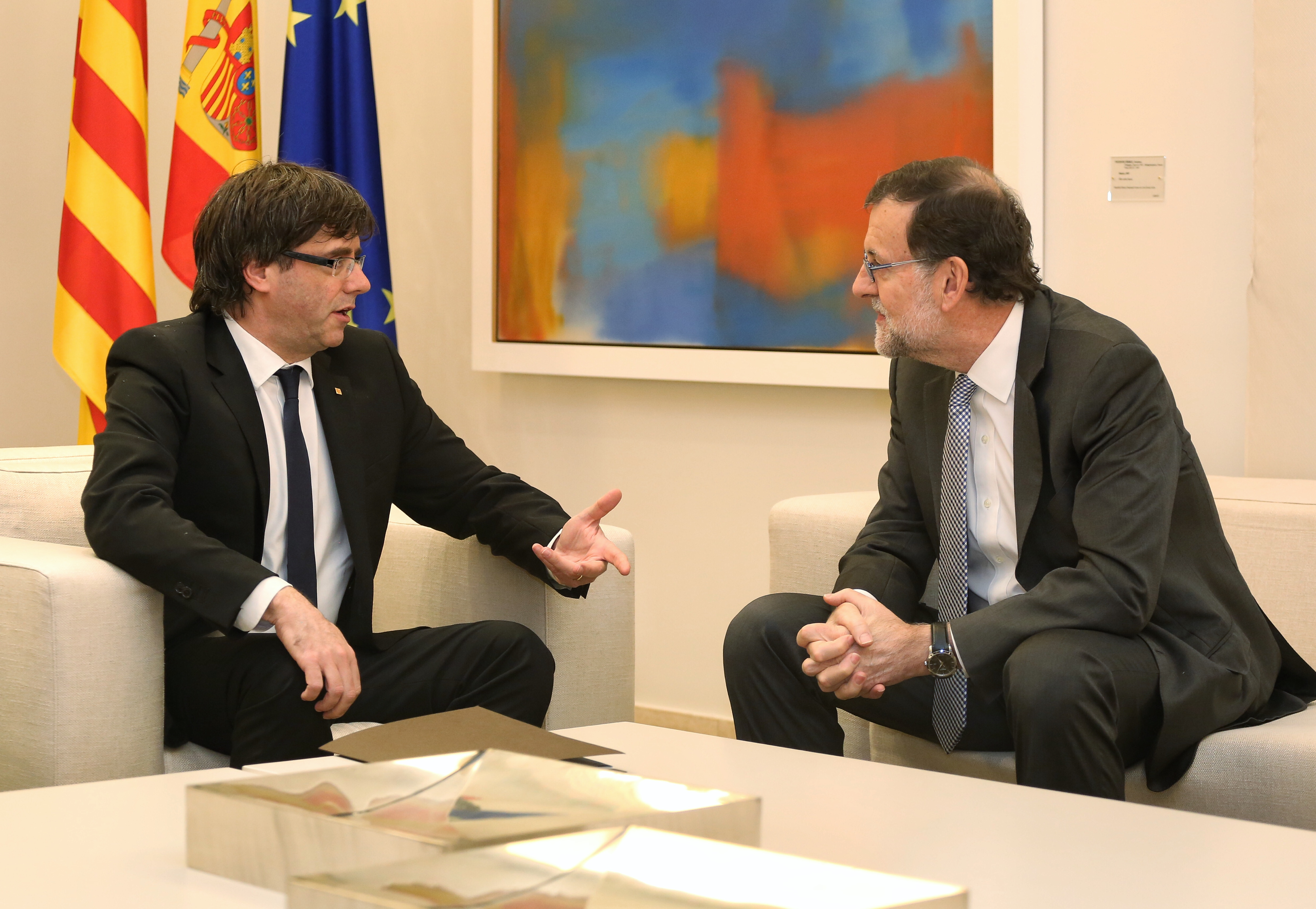
Puigdemont con Mariano Rajoy

Il 22 maggio 2017 Puigdemont si reca a Madrid per incontrare il Primo ministro spagnolo Mariano Rajoy e cercare un accordo condiviso sul referendum, inutilmente. A questo punto si inaspriscono definitivamente i rapporti tra Spagna e Catalogna, e le ostilità vengono messe provvisoriamente da parte solo dopo l'attentato di Barcellona del 17 agosto, in seguito al quale, il 26 agosto, Puigdemont, Rajoy e Re Felipe VI hanno manifestato insieme contro il terrorismo.

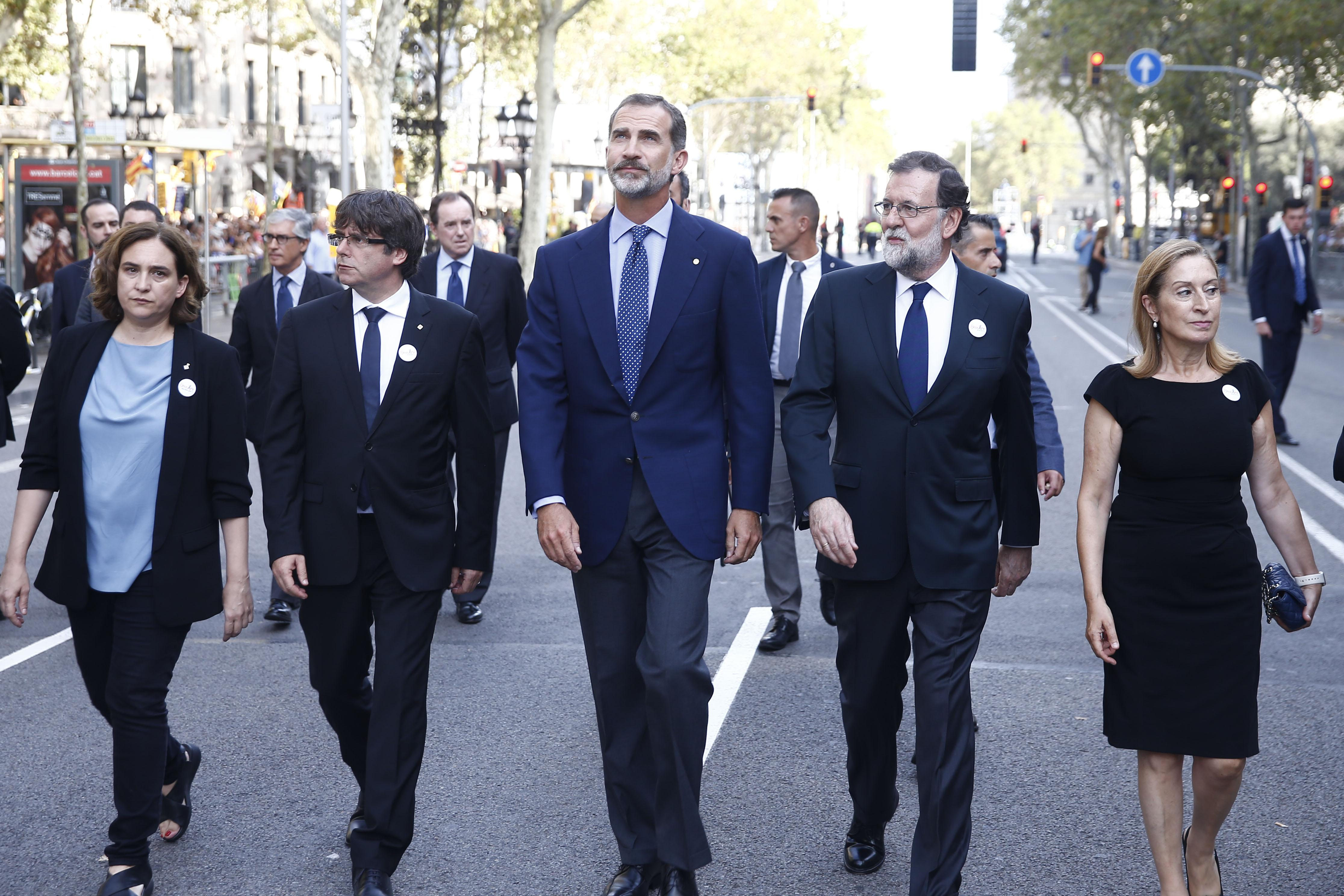
26 agosto: Ada Colau, Carles Puigdemont, Re Felipe VI, Mariano Rajoy e Ana Pastor alla manifestazione "No tinc por" a Barcellona

A giugno, Puigdemont annuncia il 1º ottobre (quarant'anni esatti dal rientro in Catalogna di Josep Tarradellas, primo presidente della Generalitat del post-franchismo) come data ufficiale del referendum e determina inoltre che, a differenza della consultazione del 2014, questo referendum sarà vincolante in quanto strumento «sostenuto da una larga maggioranza politica e sociale» della Catalogna. Il 6 settembre il Parlamento catalano approva la legge regionale istitutiva del referendum con 72 voti a favore (Junts pel Sí e CUP), 11 astenuti (Catalunya Sí que es Pot - Podemos) e nessun voto contrario. I rappresentanti dei partiti contrari al referendum e all'opzione separatista (PP, PSC-PSOE e Ciudadanos), infatti, non partecipano alla votazione, abbandonando l'aula per non dare alcun avallo a un atto che considerano illegale.
Come risposta, il Tribunale costituzionale sospende il referendum e le norme correlate, accogliendo il ricorso d'urgenza presentato da Mariano Rajoy, che chiedeva l'annullamento per incostituzionalità della legge regionale catalana che aveva istituito il referendum. A questa sentenza si aggiunge l'intervento della Procura Generale (Fiscalía), che denuncia per disobbedienza e prevaricazione Puigdemont e tutti i membri dell'Ufficio di presidenza del Parlamento regionale della Catalogna che avevano approvato la messa all'ordine del giorno della legge istitutiva del referendum, e ordina a tutte le forze di polizia, compresi i Mossos d'Esquadra, di impedire ogni tentativo di svolgimento del referendum e di sequestrare urne, materiale di propaganda e computer destinati a questo scopo.

#### Votazione del 1º ottobre 2017

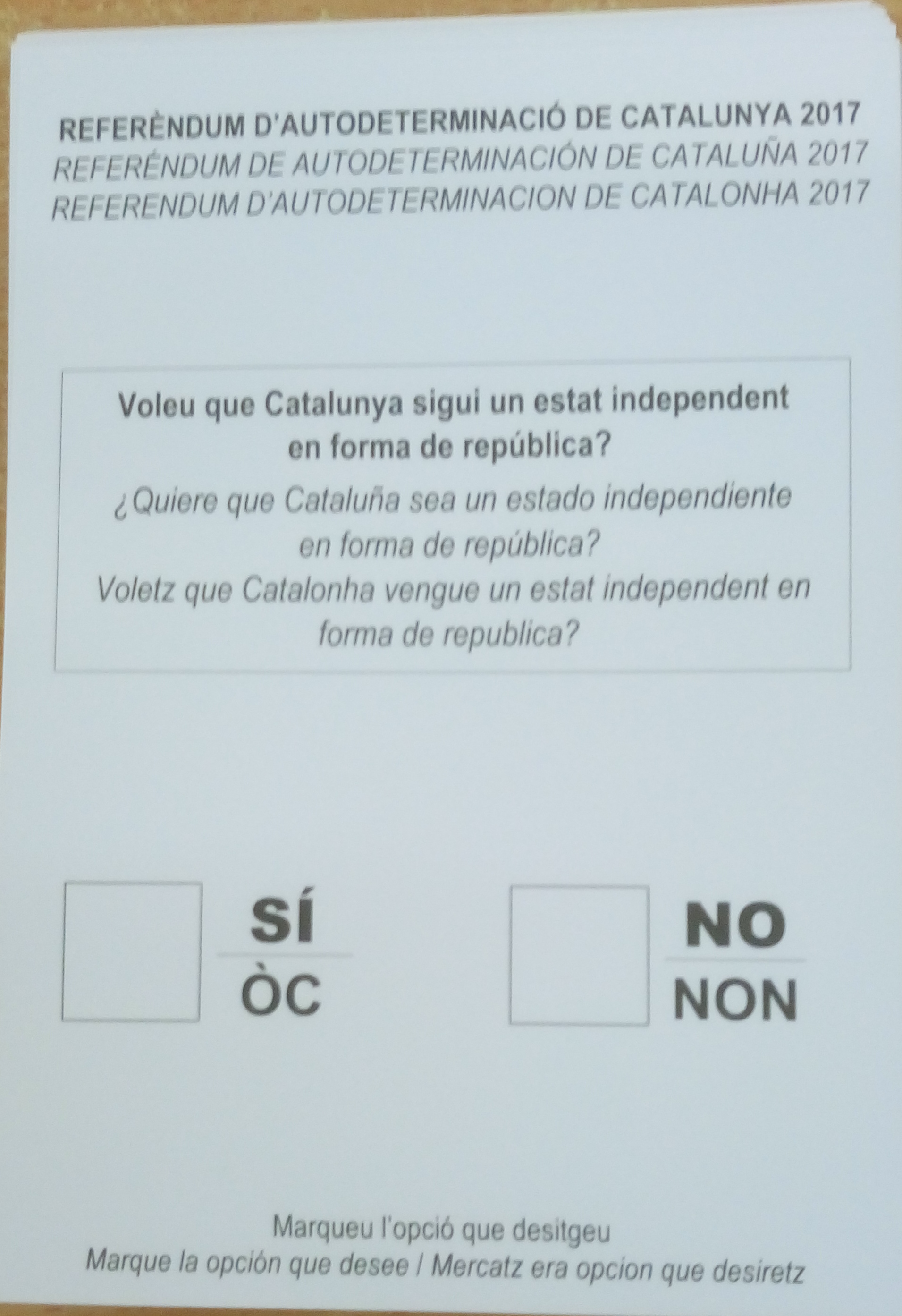
Scheda elettorale del referendum

Il 1º ottobre, tuttavia, il referendum si tiene ugualmente. La legge regionale catalana prevedeva che, in caso di vittoria del Sì, il Parlamento della Catalogna procedesse con la dichiarazione formale di indipendenza, e che invece, in caso di vittoria del No, venissero convocate elezioni anticipate per rinnovare il Parlamento stesso.
L'intera giornata è caratterizzata da scontri tra popolazione e polizia, che ha l'ordine di Madrid di impedire ogni forma di votazione sequestrando urne e rendendo inagibili diversi seggi (compreso quello di Sant Julià de Ramis, nel quale avrebbe dovuto votare Puigdemont, che si reca invece a Cornellà del Terri); tuttavia, a causa del mancato intervento dei Mossos d'Esquadra, schierati con i catalani, un discreto numero di persone riesce comunque a votare. Il Governo catalano ha lamentato l'uso di proiettili di gomma e circa 800 feriti tra i civili.
I risultati sono pubblicati in nottata: 2.286.217 votanti (43,03% degli aventi diritto), di cui 2.044.038 SÌ (92,01%) e 177.547 NO (7,99%). Il Governo spagnolo, tuttavia, rifiuta categoricamente di riconoscerli, considerando il referendum, ritenuto illegale, come "non svoltosi affatto".

#### Dichiarazione d'indipendenza della Catalogna e applicazione dell'articolo 155

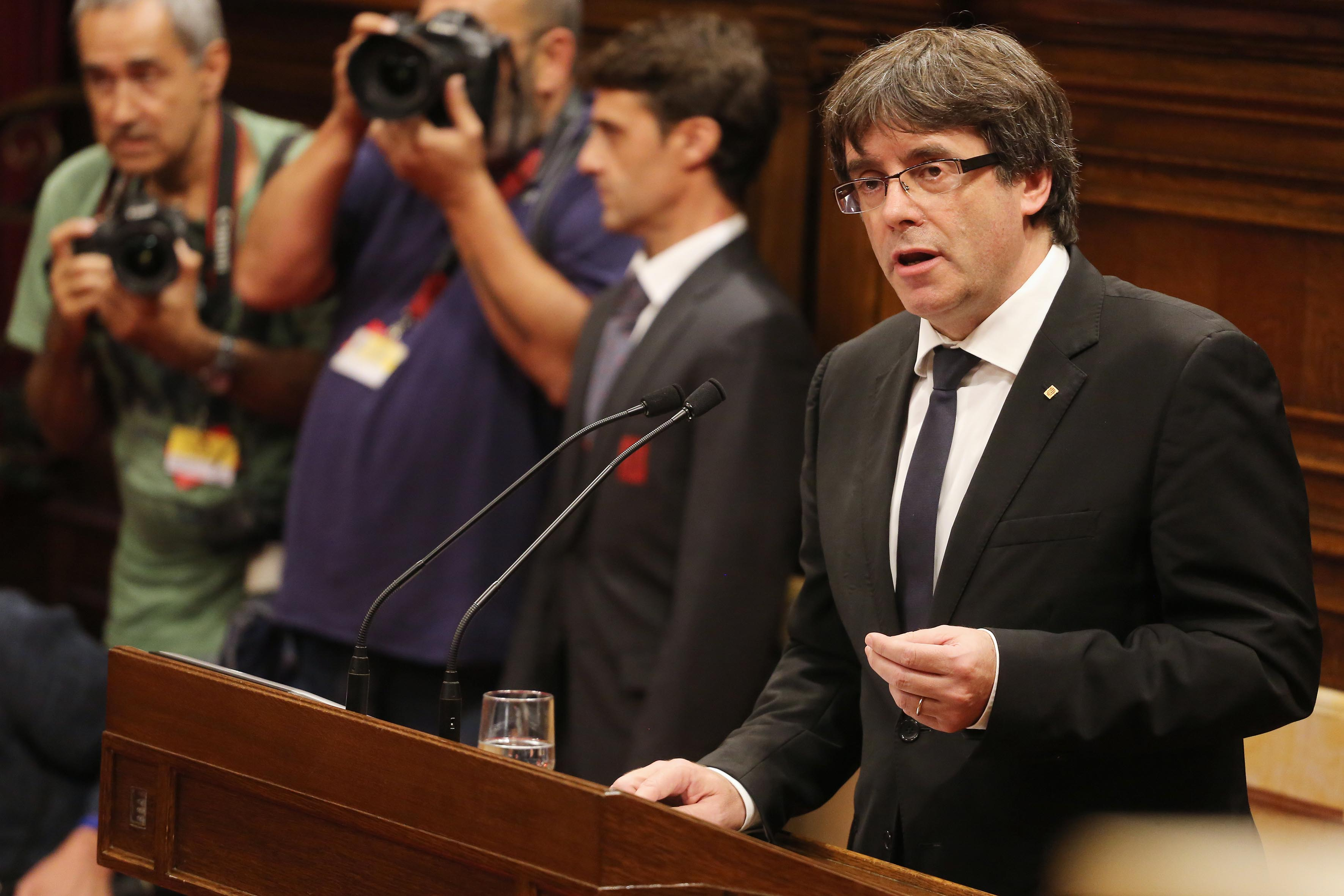
10 ottobre: Puigdemont parla davanti al Parlamento catalano

In conseguenza di questo risultato, Puigdemont annuncia il 10 ottobre come giorno della dichiarazione d'indipendenza. In tale data, davanti al Parlamento catalano, dichiara pubblicamente e unilateralmente l'indipendenza della Catalogna, sospendendola però, subito dopo, per alcune settimane per cercare un accordo con Madrid:
(Carles Puigdemont i Casamajó)

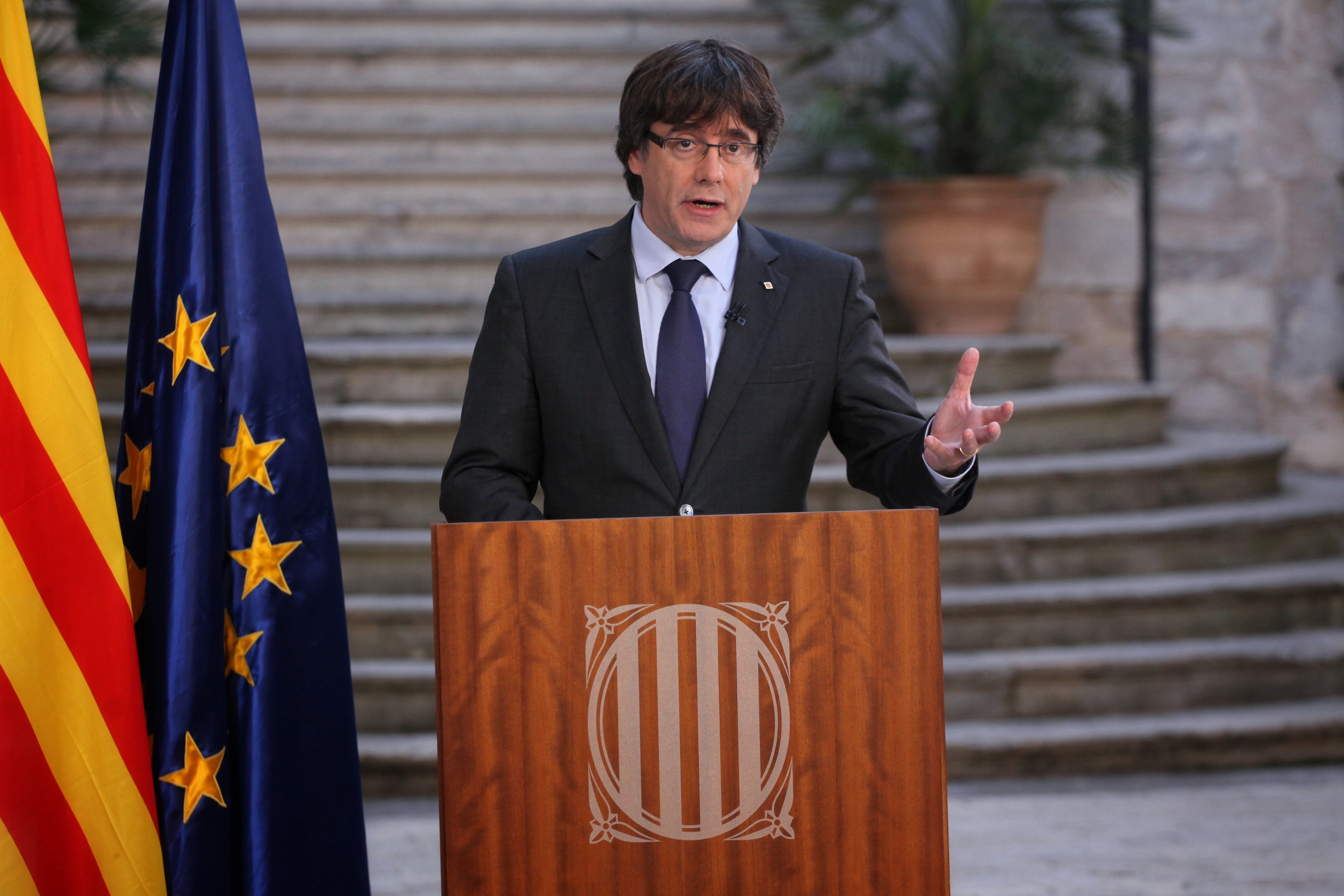
28 ottobre: discorso televisivo di Puigdemont in cui contesta l'applicazione dell'articolo 155

La sospensione dell'indipendenza, simile a quella slovena del 1990, causa stupore nella stampa internazionale e richieste di chiarezza da parte di Rajoy, che dà a Puigdemont cinque giorni per specificare se abbia dichiarato o meno la scissione dalla Spagna. Il 16 ottobre, il Presidente della Generalitat torna a chiedere "due mesi di dialogo" al Governo spagnolo, che rifiuta perché ritiene "non chiaro" se l'indipendenza sia stata dichiarata o meno, e offre a Puigdemont altri tre giorni per chiarire, pena il commissariamento. Il 19 ottobre, Puigdemont annuncia che, in caso di rifiuto del dialogo e di applicazione dell'articolo 155 della Costituzione spagnola (con conseguente destituzione dell'intero Governo catalano), l'indipendenza catalana verrà dichiarata; Rajoy risponde etichettando queste parole come un "ricatto", e annuncia la convocazione delle Corti Generali (il Parlamento spagnolo) per due giorni dopo. Il 21 ottobre Rajoy annuncia la destituzione del Governo catalano per il 27 ottobre, giorno della firma del Senato.
Il 27 ottobre, quasi in contemporanea, Puigdemont dichiara effettiva l'indipendenza della Catalogna dalla Spagna e la nascita della Repubblica Catalana, mentre Rajoy, dopo il voto favorevole del Senato, applica l'Articolo 155 della Costituzione, che prevede il controllo diretto su una comunità autonoma. Il 28 ottobre la Catalogna è ufficialmente commissariata e Puigdemont destituito con tutto il suo Governo; al suo posto, come commissario straordinario, si insedia la vice di Rajoy Soraya Sáenz de Santamaría, e nuove elezioni vengono annunciate per il 21 dicembre.

### Dopo la destituzione

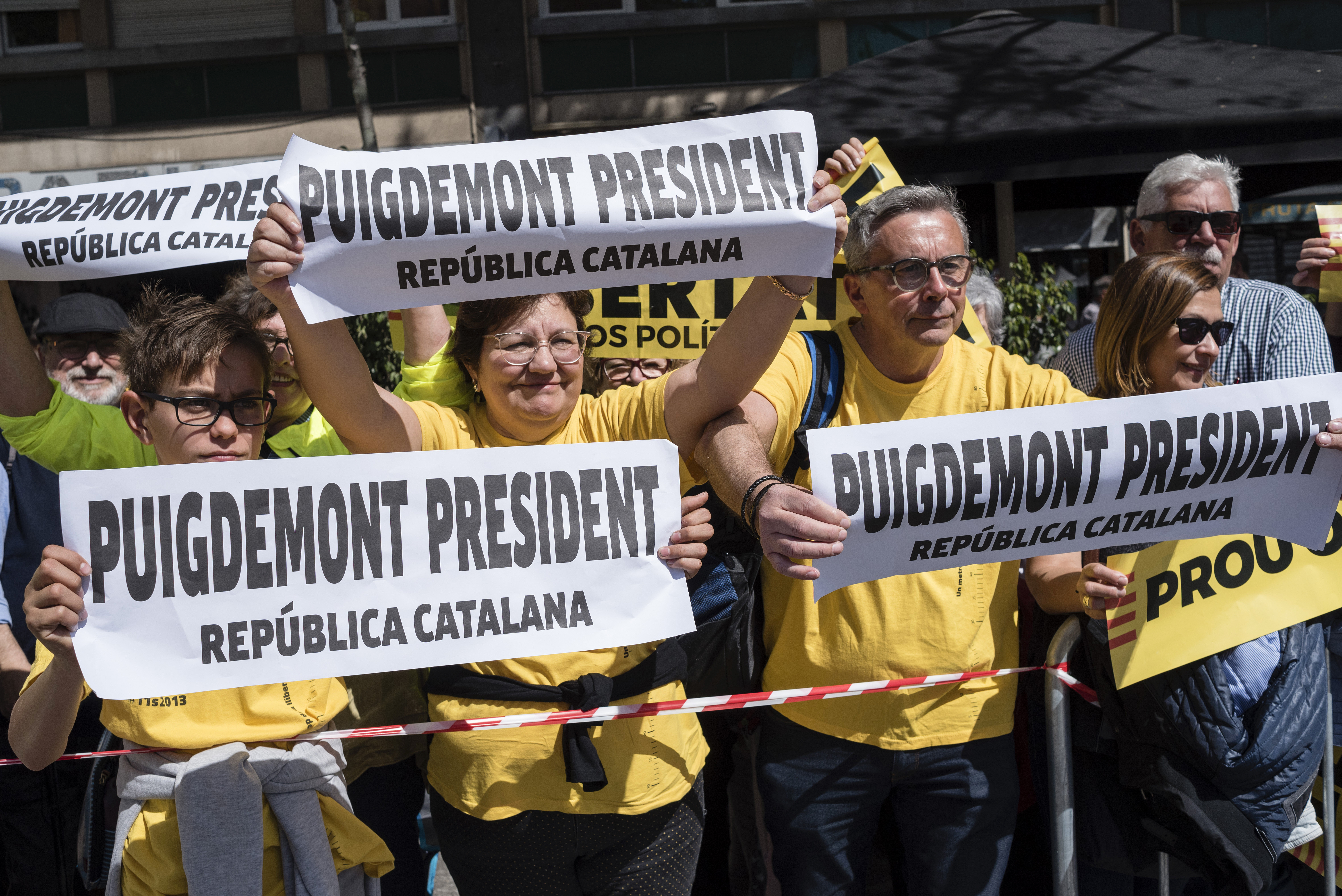
Manifestazione a sostegno di Puigdemont e della Repubblica Catalana

#### Partenza per Bruxelles
Il 30 ottobre il Procuratore Generale di Spagna José Manuel Maza annuncia una querela contro l'ex-Presidente e il suo staff per i reati di ribellione, sedizione e appropriazione indebita di denaro; Puigdemont, però, lo stesso giorno, per sottrarsi all'arresto espatria a Bruxelles "in esilio volontario", da dove annuncia di voler ritornare in Spagna solo in cambio della garanzia di un giusto processo. Il 3 novembre le autorità spagnole emettono contro di lui un mandato d'arresto europeo. Il 5 novembre Puigdemont si consegna alla polizia belga, e gli viene concessa la libertà condizionale; il giorno dopo, viene annunciato che il 17 novembre si terrà la prima udienza del processo contro di lui, che viene poi aggiornata al 4 dicembre per decidere di un'eventuale estradizione.
Il 4 dicembre la decisione sull'estradizione viene nuovamente rinviata a dieci giorni dopo; tuttavia, l'indomani viene annunciato il ritiro del mandato d'arresto europeo (ma non di quello spagnolo, che resta valido), con la procedura per l'estradizione che viene definitivamente annullata due settimane dopo. Il 7 dicembre, a Bruxelles, prende parte a una manifestazione di piazza in suo sostegno.

#### Elezioni regionali del 21 dicembre 2017 e conseguenze

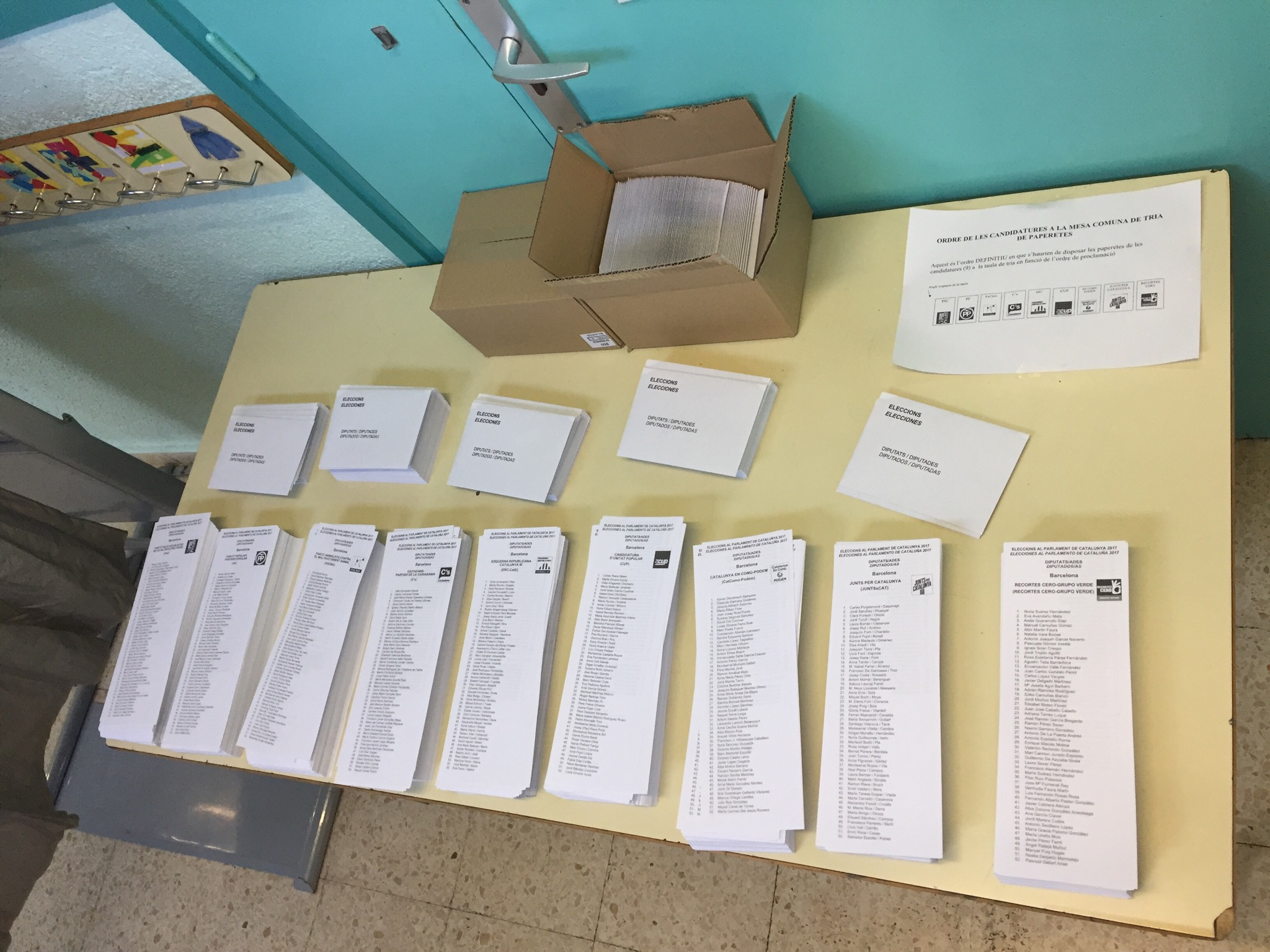
Liste di candidati nel collegio di Sabadell: Puigdemont è il capolista di JUNTSXCat

Il 25 novembre, da Oostkamp, annuncia ufficialmente la sua candidatura alle elezioni del 21 dicembre con la nuova lista Junts per Catalunya, con l'intento dichiarato di tornare in Catalogna in caso di vittoria; nelle settimane seguenti, in campagna elettorale, rilascia diversi video e interviste nei quali accusa apertamente Madrid di agire con toni persecutori. Rajoy intanto annuncia che, se necessario, sarà pronto ad applicare di nuovo l'articolo 155 dopo le elezioni.
Il 21 dicembre, nonostante il partito anti-indipendenza Ciudadanos risulti la prima forza politica (25,37% di voti e 37 seggi), la coalizione indipendentista (composta da JUNTSxCat, ERC-CatSí e CUP) ottiene il 47,49% dei voti e la maggioranza assoluta in Parlamento, con 70 seggi; in particolare, JUNTSxCat porta allo schieramento il 21,65% dei voti e 34 seggi.
Due giorni dopo, in un'intervista a Reuters, Puigdemont annuncia di voler tornare in Catalogna per il giorno dell'insediamento presidenziale, in quanto Presidente eletto; inoltre, torna a chiedere dialogo a Rajoy sulla situazione catalana, ma "a Bruxelles o in un altro Paese della UE che non sia la Spagna" per evitare il rischio di venire arrestato. Il Primo Ministro spagnolo, tuttavia, rifiuta, dicendosi "disponibile al dialogo, ma non con Puigdemont", considerando vincitori delle elezioni non gli indipendentisti, ma gli unionisti di Ciudadanos. Il 31 dicembre, nel tradizionale discorso di fine anno, Puigdemont pretende la restaurazione del suo governo e la scarcerazione di tutti i membri arrestati il precedente 2 novembre, in particolare del vice-presidente Oriol Junqueras.

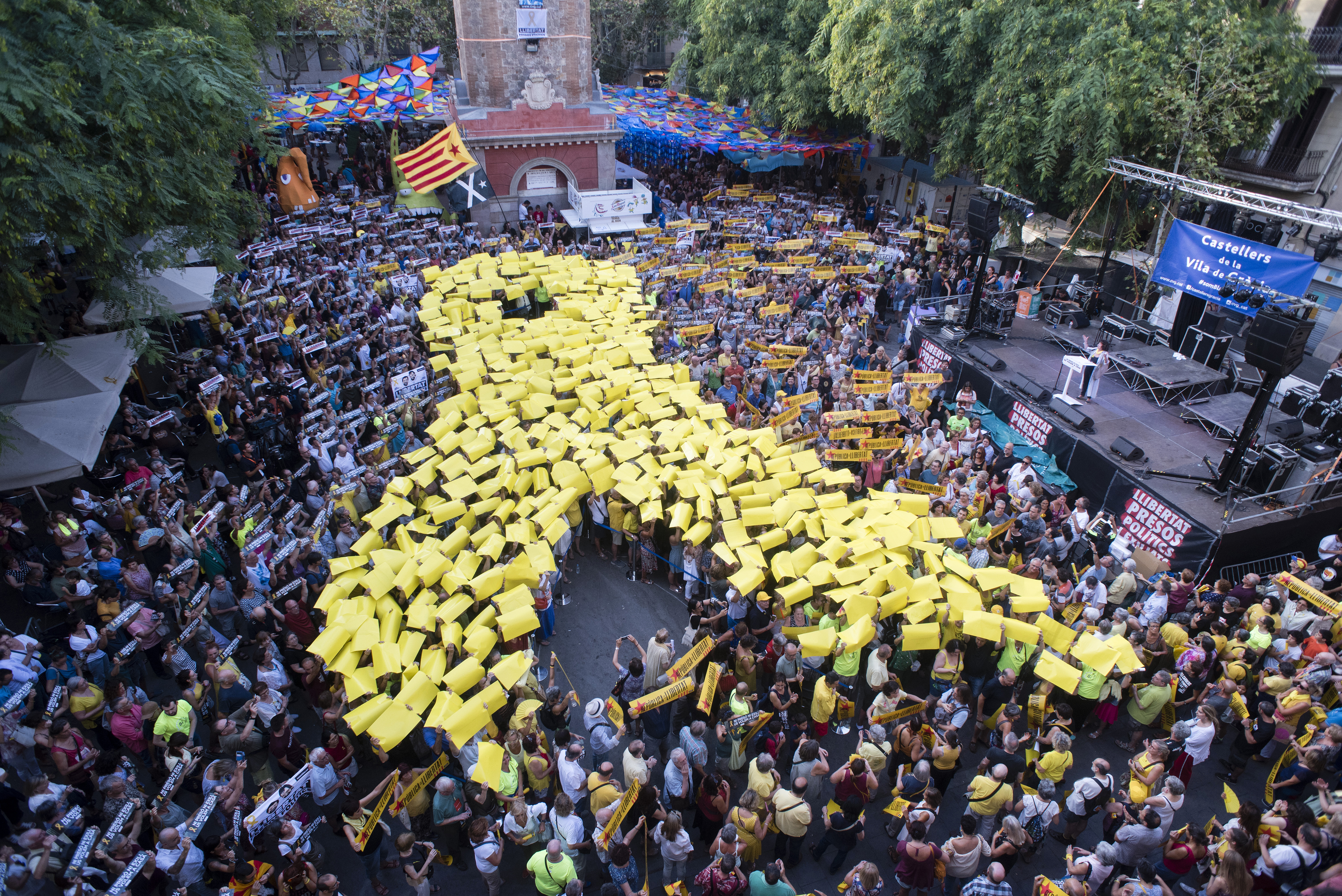
Manifestazione popolare nel quale viene raffigurato il nastro giallo, simbolo degli indipendentisti in carcere o all'estero

Il 17 gennaio 2018, dopo l'elezione di Roger Torrent (ERC) a Presidente del Parlamento, il blocco indipendentista annuncia l'intenzione di voler nuovamente Puigdemont nel ruolo di Presidente della Generalitat, pur senza la possibilità della sua presenza fisica (un suo rientro in Spagna porterebbe infatti all'arresto immediato); tuttavia, Rajoy annuncia che, in caso di rielezione di Puigdemont, l'articolo 155 (quindi il commissariamento regionale) resterebbe in atto. Nel frattempo, non potendo fisicamente recarsi in Parlamento, al posto di Puigdemont e degli altri eletti in carcere o all'estero viene simbolicamente posto un cartello raffigurante un nastro giallo. Il 22 gennaio Torrent conferma la candidatura di Puigdemont, che lo stesso giorno si reca a Copenaghen, su invito dell'università cittadina, per partecipare a un dibattito sulla situazione politica catalana, lasciando per la prima volta il Belgio dal giorno dell'"auto-esilio". Il 28 gennaio il Tribunale costituzionale annuncia che l'investitura di Puigdemont a Presidente, prevista per il 30 dello stesso mese, può avvenire solo con la presenza fisica del candidato, e quindi non "per via telematica o per delega a un altro parlamentare"; di conseguenza, il giorno dopo Puigdemont chiede a Torrent di tutelare la propria immunità parlamentare per poter rientrare temporaneamente in Spagna senza essere arrestato. Tuttavia, il 30 gennaio Torrent decide di rinviare l'investitura presidenziale a data da destinarsi, pur confermando Puigdemont come candidato.
Nel tentativo di risolvere lo stallo, Puigdemont rinuncia "momentaneamente" all'incarico, proponendo come suo sostituto prima Jordi Sànchez (incandidabile perché in carcere da ottobre) e poi Jordi Turull (arrestato due giorni dopo), ma nessuno dei due viene eletto e la carica rimane nelle mani della Sáenz de Santamaría.

#### Il nuovo mandato europeo e l'arresto in Germania

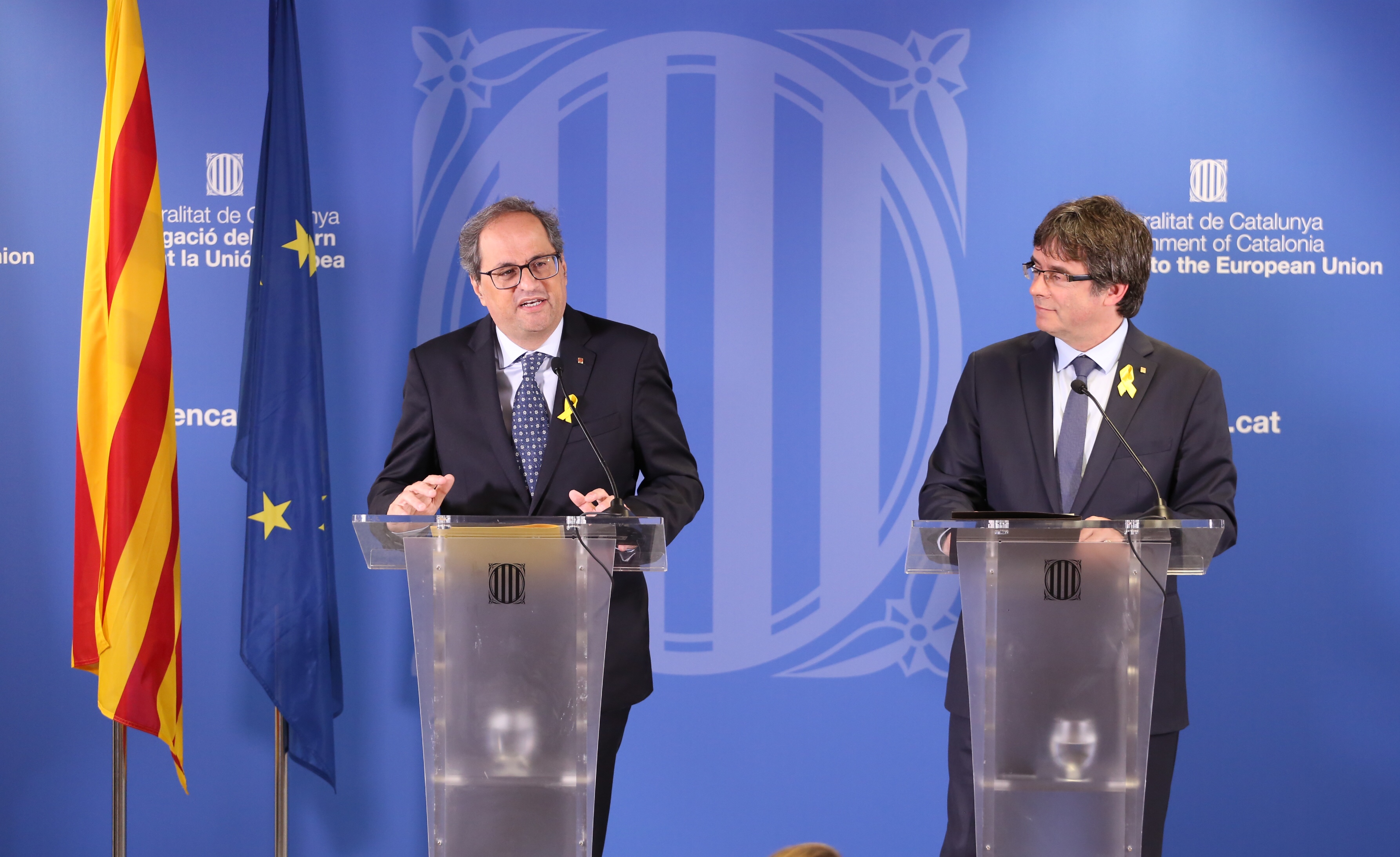
Puigdemont con il suo successore Quim Torra

Il 23 marzo la Spagna emana nuovamente un mandato di arresto europeo contro Puigdemont, che due giorni dopo viene fermato in Germania, dove era giunto dopo un viaggio a Helsinki in seguito al quale aveva fatto momentaneamente perdere le sue tracce; il trasferimento nel penitenziario di Neumünster causa a Barcellona e in altre città catalane numerose manifestazioni di protesta e scontri di piazza. Il 6 aprile, pagando una cauzione di €75.000, viene rilasciato con obbligo di firma.
Il 4 maggio il Parlamento catalano approva la cosiddetta "legge Puigdemont", che permetterebbe a un candidato Presidente di essere eletto a distanza; tuttavia, questa viene sospesa dalla Corte costituzionale spagnola pochi giorni dopo. Il 12 maggio, in un'intervista al quotidiano La Stampa, torna ad accusare Rajoy di governare in modo autoritario e si dichiara pentito di non aver dichiarato l'indipendenza immediatamente il 10 ottobre, essendosi "illuso di poter trovare un dialogo", e sostiene di voler tornare alle elezioni il prima possibile (causando aspre polemiche). Nel frattempo, dopo mesi di stallo, viene eletto come suo successore Quim Torra.

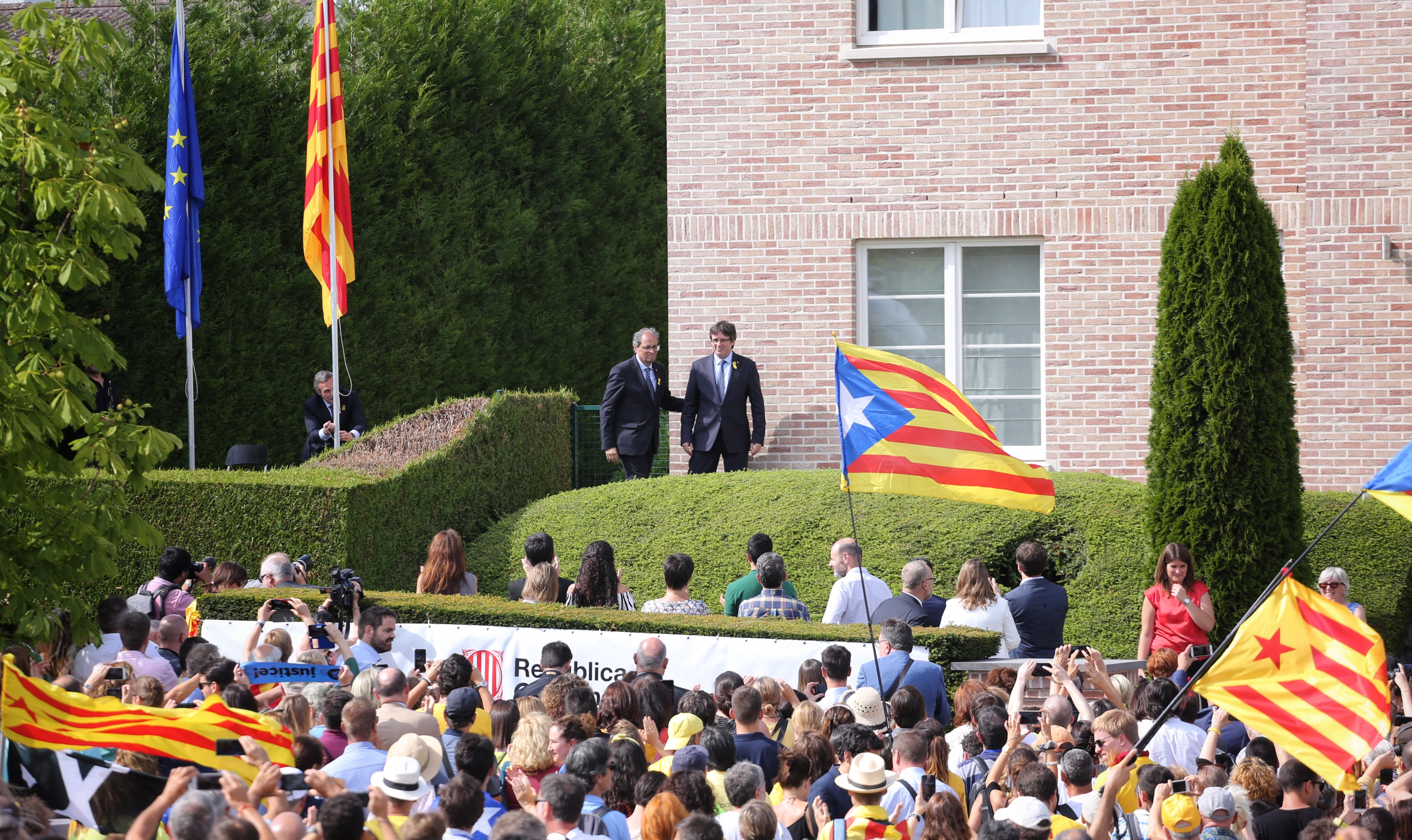
Puigdemont al ritorno nella sua villa di Waterloo

Il 1º giugno la procura dello Schleswig-Holstein torna a chiedere l'estradizione di Puigdemont; in Spagna, intanto, Rajoy viene sfiduciato e sostituito dal socialista Pedro Sánchez, il quale si dice disponibile a dialogare con la Generalitat riguardo alla situazione catalana (guadagnandosi così il sostegno di PDeCAT ed ERC). Il 20 giugno Puigdemont firma, congiuntamente con il suo predecessore Artur Mas e il suo successore Quim Torra, un documento con il quale chiedono a re Felipe VI di tornare sulla "via del dialogo" tra Spagna e Catalogna; tuttavia, il gesto si rivela vano e due giorni dopo, in vista dell'apertura dei Giochi del Mediterraneo a Tarragona, la Generalitat annuncia la rottura di ogni rapporto col Re.
Il 10 luglio la Corte Suprema spagnola sospende dal Parlamento Puigdemont e altri cinque esponenti separatisti incarcerati, i quali erano stati simbolicamente sostituiti dal nastro giallo e i cui voti avvenivano per delega. Il 12 luglio la giustizia tedesca ordina la definitiva estradizione in Spagna dell'ex-Presidente per il reato di malversazione (e non di ribellione, come chiesto dalla Spagna); tuttavia, una settimana dopo la sentenza viene completamente ribaltata, il mandato di arresto europeo viene annullato e Puigdemont riacquista la totale libertà di movimento (Spagna esclusa).

#### Il ritorno in Belgio e l'elezione al Parlamento europeo
Tornato a Waterloo, crea il cosiddetto Consiglio per la Repubblica, un'organizzazione politica privata con l'obiettivo di sostenere l'indipendenza catalana, con sede nella sua villa (ribattezzata "Casa de la República"). Nel frattempo, presenta, insieme a Quim Torra e Jordi Sànchez, una nuova coalizione indipendentista continuatrice di Junts per Catalunya: la Crida Nacional per la República.
Dopo essere stato dichiarato ufficialmente candidabile dalla Corte Suprema spagnola, Puigdemont viene eletto europarlamentare alle elezioni europee del 26 maggio 2019; la situazione resta giuridicamente incerta (a causa dell'impossibilità a recarsi a Madrid per il giuramento senza essere arrestato) fino al 19 dicembre 2019, quando una sentenza della Corte di giustizia dell'Unione europea certifica che l'ex-presidente catalano era eurodeputato a tutti gli effetti sin dal 2 luglio 2019.

#### Arresto in Italia

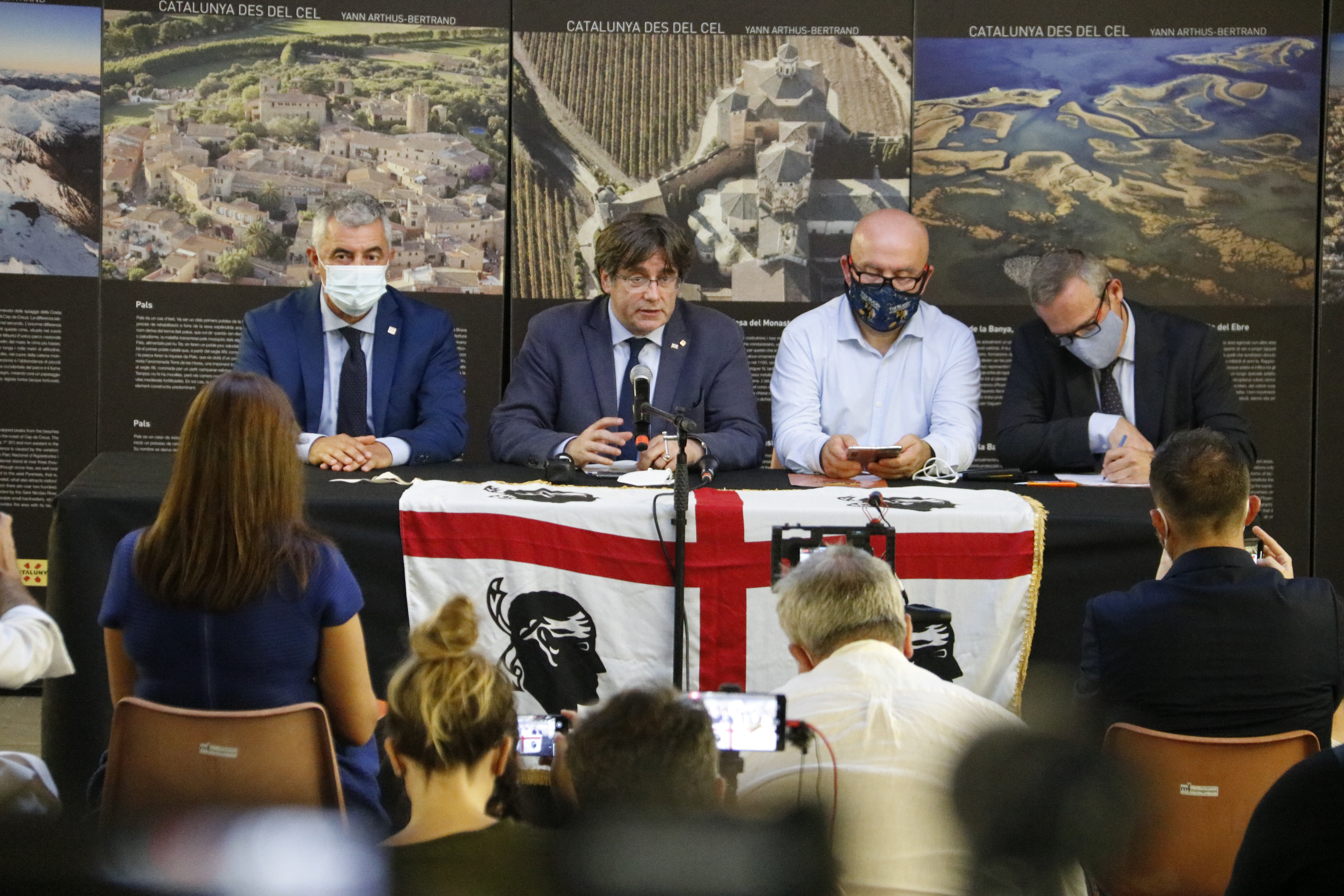
Carles Puigdemont durante una conferenza stampa ad Alghero con Gonzalo Boye, durante la vicenda dell'arresto in Sardegna del 2021.

Puidgemont è stato nuovamente arrestato, questa volta all'aeroporto algherese di Fertilia in Italia, la sera del 23 settembre 2021: l'eurodeputato doveva partecipare ad Alghero al festival internazionale della cultura catalana ospitato per il 2021 dalla città sarda, alla presenza del governatore sardo Christian Solinas. Tradotto nel carcere di Sassari, a pochi chilometri da Alghero, è stato scarcerato il giorno seguente. Il successivo giorno 4 ottobre la Corte d'appello di Sassari ha sospeso l'esecutività del mandato di arresto europeo in territorio italiano, accogliendo le richieste della procura generale della Repubblica di Sassari e della difesa, in attesa della definizione del procedimento pendente relativo all'immunità.

#### Legge di amnistia ed elezione al Parlamento della Catalogna
Nel maggio–giugno 2024 il Parlamento spagnolo approvò la Legge organica 1/2024, nota come “legge di amnistia”, che prevedeva l’estinzione dei procedimenti giudiziari e delle pene relative al procés indipendentista, inclusi quelli contro  Puigdemont. Il provvedimento ottenne 177–178 voti a favore (PSOE, Junts, ERC, ecc.) e 172 contrari (PP, Vox). Tuttavia, nel luglio 2024 la Corte Suprema spagnola decise che la legge non si applicava ai reati di malversazione contestati a Puigdemont, mantenendo vigente il suo mandato di arresto. Di conseguenza, pur beneficiando dell’amnistia per alcuni capi d’imputazione, rimase formalmente ricercato per altri.
Il 12 maggio 2024 si celebrarono le elezioni regionali in Catalogna: Puigdemont si candidò con Junts, diventando uno dei principali esponenti del partito (35 seggi su 135). Pur non essendo presente alla seduta costitutiva, risultò eletto deputato nel Parlamento catalano della XIV legislatura che si insediò il 10 giugno 2024.

#### Ritorno in Spagna
Dopo 7 anni di esilio in Belgio, nell'agosto del 2024 Puidgemont è ritornato a Barcellona nonostante il mandato di arresto, accolto da migliaia di sostenitori. Ha tenuto un discorso all'Arc de Triomf rivendicando il diritto all'autodeterminazione della Catalogna e affermando che "indire un referendum non è e non sarà mai un crimine". Subito dopo è scomparso tra la folla, eludendo la sorveglianza, fatto che ha dato il via a un'importante operazione di polizia, con posti di blocco e l’arresto di un agente della polizia catalana sospettato di aver favorito la sua fuga. L’episodio ha suscitato forti critiche da parte di esponenti politici nazionali, tra cui Alberto Núñez Feijóo e Santiago Abascal, che lo hanno definito rispettivamente "un’umiliazione intollerabile" e "la distruzione dello Stato in diretta televisiva". Il ritorno di Puigdemont ha coinciso con l’investitura di Salvador Illa come presidente della Generalitat, segnando un momento di tensione politica in un contesto segnato da un cambio di priorità dal tema dell’indipendenza a quello delle politiche sociali.

## Vita privata
Ha vissuto per anni a Girona con la moglie Marcela Topor, giornalista di origini rumene sposata nel 2000, e le due figlie Magalí e Maria; durante il suo periodo da Presidente della Generalitat, tuttavia, ha risieduto a Sant Julià de Ramis. Dopo la destituzione, si trasferisce prima nell'Hôtel Chambord di Bruxelles, poi in un appartamento di Ottignies-Louvain-la-Neuve, nell'Hotel Brugge di Oostkamp e in una villa a Waterloo. Dal 25 marzo al 6 aprile 2018 è stato recluso nel penitenziario di Neumünster, per passare successivamente a Berlino e infine, riacquistata la libertà di movimento in Europa, tornare a Waterloo. Conoscitore di cinque lingue (catalano, spagnolo, inglese, francese e rumeno) e grande appassionato di tecnologia, è stato uno dei primi politici catalani ad aprire un proprio profilo Twitter.

## Posizioni politiche
(José Antich i Valero)

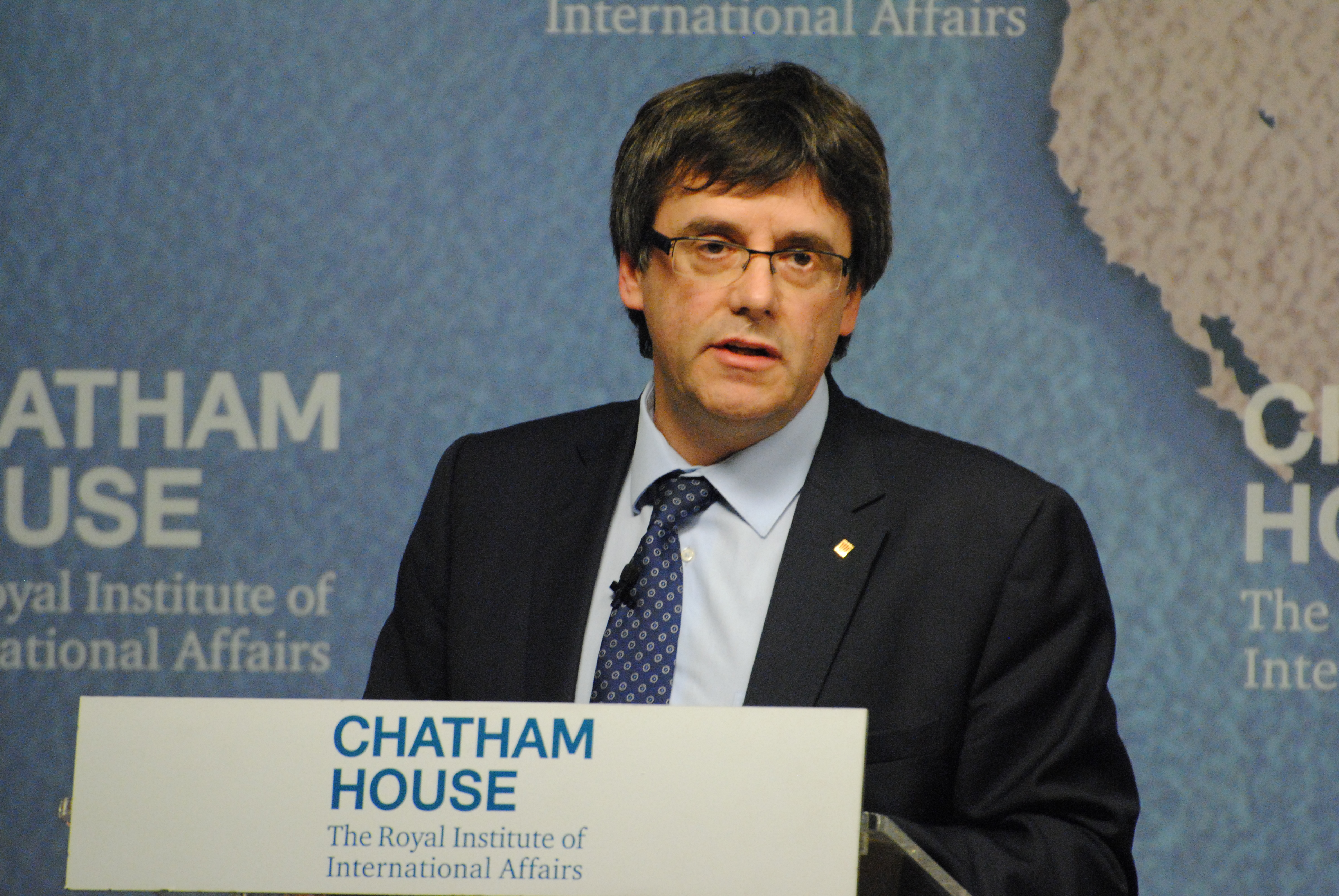
Carles Puigdemont in conferenza alla Chatham House

Puigdemont è da sempre un fermo sostenitore dell'indipendentismo catalano, convinto che la Catalogna debba essere un Paese a sé stante membro legittimo dell'Unione europea, e non una semplice regione spagnola; per ottenere ciò, punta a una soluzione diplomatica concordata ed è contrario agli scontri civili. Nei primi mesi del suo Governo era contrario all'idea di un referendum unilaterale, ma la sua posizione è successivamente cambiata. Come modello da seguire, ha proposto l'esempio del federalismo svizzero.
In un'intervista concessa al giornale spagnolo Diario16, si definisce "progressista da sempre" e "vicino ai valori della socialdemocrazia".
L'indipendentismo catalano è un fulcro che va a incidere su diverse sue posizioni politiche. Nel manifesto elettorale di Junts per Catalunya, afferma di voler aumentare le delegazioni catalane all'estero, raddoppiare il numero di giudici ed elargire maggiori fondi ai Mossos d'Esquadra e ai comuni; inoltre, vuole creare un fondo di investimento agricolo per i prodotti "made in Catalogna" (con prestiti agevolati) e aumentare i poteri dell'Agenzia catalana del turismo.
Economicamente, Puigdemont è un liberale. Infine, è favorevole alla digitalizzazione dell'apparato burocratico e allo sviluppo di energie rinnovabili.

## Pubblicazioni
- (CA) Cata…què?, prologo di Artur Mas, Barcellona, La Campana, 1994, ISBN 978-84-86491-88-8.
- (CA) La crisi catalana: una oportunitat per a Europa, con Olivier Mouton (coautore), Barcellona, La Campana, 2018, ISBN 978-84-16863-46-4.
- (CA) Re-Unim-Nos. Reflexions sobre el retorn a la unitat, Barcellona, La Campana, 2019, ISBN 978-84-16863-60-0.